# Ferrari Dino 246 S
La Dino 246 S è un'autovettura da competizione prodotta dalla Ferrari nel 1960.

## Il contesto
La linea di questo modello derivava dal design della Dino 196 S, che a sua volta si ispirava alla 250 Testa Rossa. Con la Dino 196 S, il modello condivideva anche la tipologia di motore installato; era un cosiddetto “Dino”, e l'appellativo di questa categoria di propulsori Ferrari derivava dal nome del figlio di Enzo Ferrari, Dino, a cui è attribuita la progettazione. Questi motori, come molti altri dell'epoca, erano inizialmente progettati per essere installati su vetture di Formula 1 e Formula 2. Successivamente questi propulsori Ferrari venivano impiegati su vetture che partecipavano a gare inerenti al Campionato Mondiale Vetture Sport.
Il nome del modello era collegato al tipo di motore installato, “Dino”, ed alle sue caratteristiche. La sigla numerica richiamava infatti la cilindrata, che era circa di 2,4 L, ed il numero di cilindri, che erano 6 disposti a V.

## Le competizioni
Il modello esordì nelle competizioni il 31 gennaio 1960 alla 1000 km di Buenos Aires, ma senza successo, dato che si ritirò senza finire la corsa; l'unica vettura in gara fu condotta da Ludovico Scarfiotti e José Froilán González.
Due esemplari della “Dino 246 S” parteciparono alla Targa Florio dello stesso anno, e si classificarono al secondo ed al quarto posto. La prima vettura fu guidata da Wolfgang von Trips e Phil Hill, mentre la seconda da Ludovico Scarfiotti e Giulio Cabianca.
La carriera sportiva della “Dino 246 S” continuò poi nelle mani di piloti privati.

## Caratteristiche tecniche
Il motore era un V6 a 60° anteriore, longitudinale e non sovralimentato. L'alesaggio e la corsa erano rispettivamente di 85 mm e 71 mm, che portavano la cilindrata totale a 2417,33 cm³. Il rapporto di compressione era di 9,8:1. La potenza massima erogata dal propulsore era di 250 CV a 7500 giri al minuto.
La distribuzione era formata da un singolo albero a camme in testa che comandava due valvole per cilindro. L'alimentazione era assicurata da tre carburatori di marca Weber e modello 42 DCN. L'accensione era singola ed il relativo impianto comprendeva un magnete, mentre la lubrificazione era a carter umido. La frizione era multidisco.
Le sospensioni anteriori erano indipendenti con quadrilateri trasversali e barra stabilizzatrice, mentre quelle posteriori erano formate da un ponte rigido e da puntoni laterali. Entrambe avevano installato ammortizzatori idraulici e molle elicoidali. I freni erano a disco, mentre la trasmissione era formata da un cambio manuale a cinque rapporti più la retromarcia. Lo sterzo era a pignone e cremagliera, mentre la trazione era posteriore.
Il telaio era tubolare in acciaio, mentre la carrozzeria era spider a due posti in alluminio.